# CJK (informatica)
CJK è un termine usato principalmente all'ambito dell'informatica per identificare le tre principali lingue parlate nell'Asia Orientale: cinese, giapponese e coreano (Chinese, Japanese e Korean in inglese, da cui la sigla).
La caratteristica comune delle tre lingue è quella di condividere, parzialmente o completamente, l'uso dei caratteri (o più precisamente ideogrammi) cinesi. Nonostante ciò i sistemi di codifica usati non sono fra loro compatibili in quanto sviluppati separatamente da diversi enti (governi o società produttrici di software). Il Consorzio Unicode ha cercato di porre rimedio a questo problema unificando e standardizzando l'insieme di caratteri attraverso un processo noto come unificazione Han.
Il numero di caratteri richiesto per coprire in modo completo le necessità di queste lingue è in ogni caso tale da richiedere codifiche ad almeno 16 bit o a lunghezza variabile.